# Museo archeologico Luigi Fantini
Il Museo civico archeologico Luigi Fantini è situato nel comune di Monterenzio, nella Città metropolitana di Bologna in Emilia-Romagna. Come segnala il Ministero della Cultura si tratta di una delle più complete e importanti collezioni di materiali celtici sia a livello regionale che nazionale, in particolare per quel che riguarda le armi.

## Storia
Il museo archeologico trae origine dalle campagne di scavi effettuate nel corso degli anni settanta nell'area del Monte Bibele, in particolare nel sito di Pianella di Monte Savino. Le indagini furono seguite con interesse, portando all'organizzazione di una prima mostra dei reperti rinvenuti nel 1983, a cui seguì l'idea di aprire un museo stabile.
Il 1º luglio del 2000 venne inaugurato il museo nella sua attuale collocazione, presso il centro abitato di Monterenzio, nell'alta vallata del fiume Idice. Prende il nome dallo speleologo e archeologo Luigi Fantini che ha a lungo esplorato l'Appennino bolognese, in particolare la zona tra il Monte Bibele e il Monte delle Formiche, sebbene non si sia occupato direttamente dei siti etrusco-celtici.
Una nuova campagna di scavi, condotta a partire dagli anni 2000 sull'altro versante dell'Idice a Monterenzio Vecchio, ha permesso di arricchire ulteriormente le collezioni del museo, riallestito nel 2015 con un percorso di visita completamente ripensato e riprogettato.
La sezione tattile, inaugurata nel 2010, è stata realizzata in collaborazione con l'Istituto Cavazza.
Il museo è gestito dall'associazione Arc.a, fondata nel 2016 dagli archeologi che hanno seguito i progetti di ricerca e scavo; essa collabora strettamente con il comune di Monterenzio e l'Università di Bologna.

## Descrizione
Il museo è strutturato in quattro sale più un ambiente centrale, dove sono esposti i reperti archeologici rinvenuti nei siti di Monte Bibele e Monterenzio Vecchio. In particolare le prime due sale espongono i materiali di epoca etrusco-celtica provenienti da Monte Tamburino e dalla Stipe votiva etrusca; le altre due raccolgono i ritrovamenti del sito di Monterenzio Vecchio, sempre dell'età del bronzo. All'esterno del museo è presente la ricostruzione di un'abitazione del sito di Pianella di Monte Savino.
L'allestimento museale è progettato per la didattica e in chiave accessibile per gli ipovedenti e accoglie varie riproduzioni di reperti maneggiabili, dalle armi celtiche allo specchio della tomba femminile 101.

## Galleria d'immagini

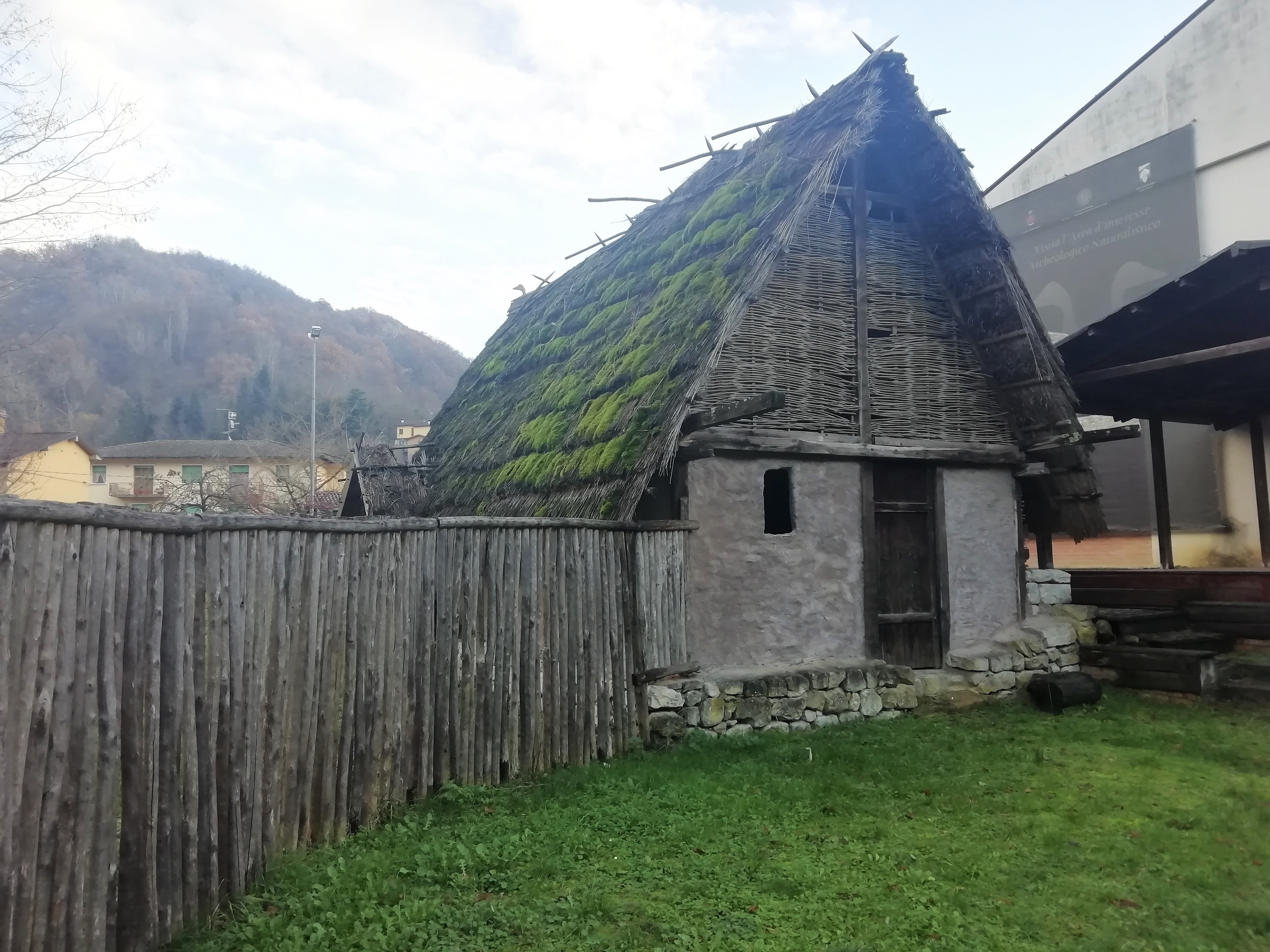
Ricostruzione dell'esterno di una casa dell'abitato di Pianella di Monte Savino, all'esterno del museo
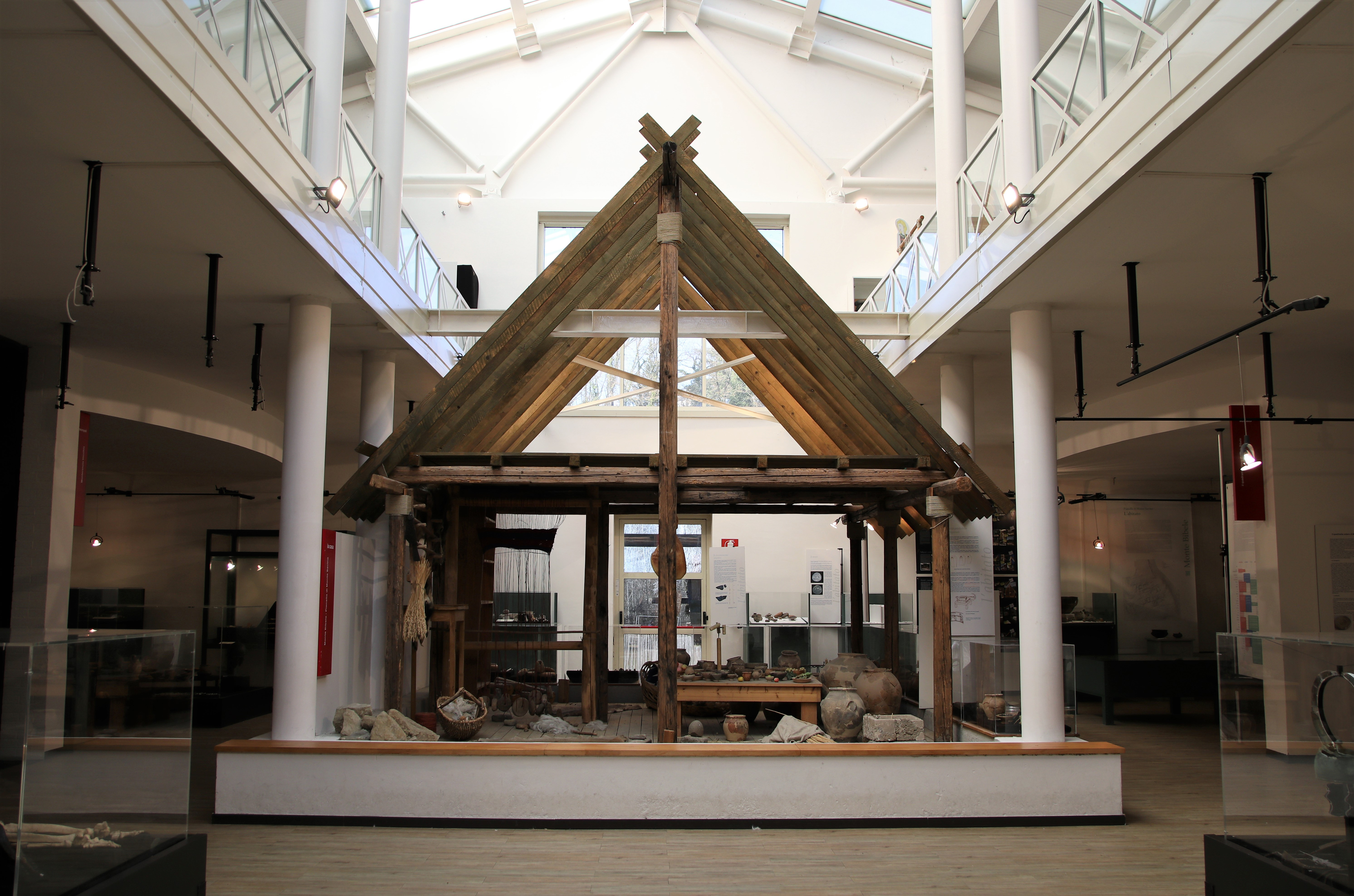
Ricostruzione dell'interno di una casa dell'abitato di Pianella di Monte Savino, nell'ambiente centrale del museo
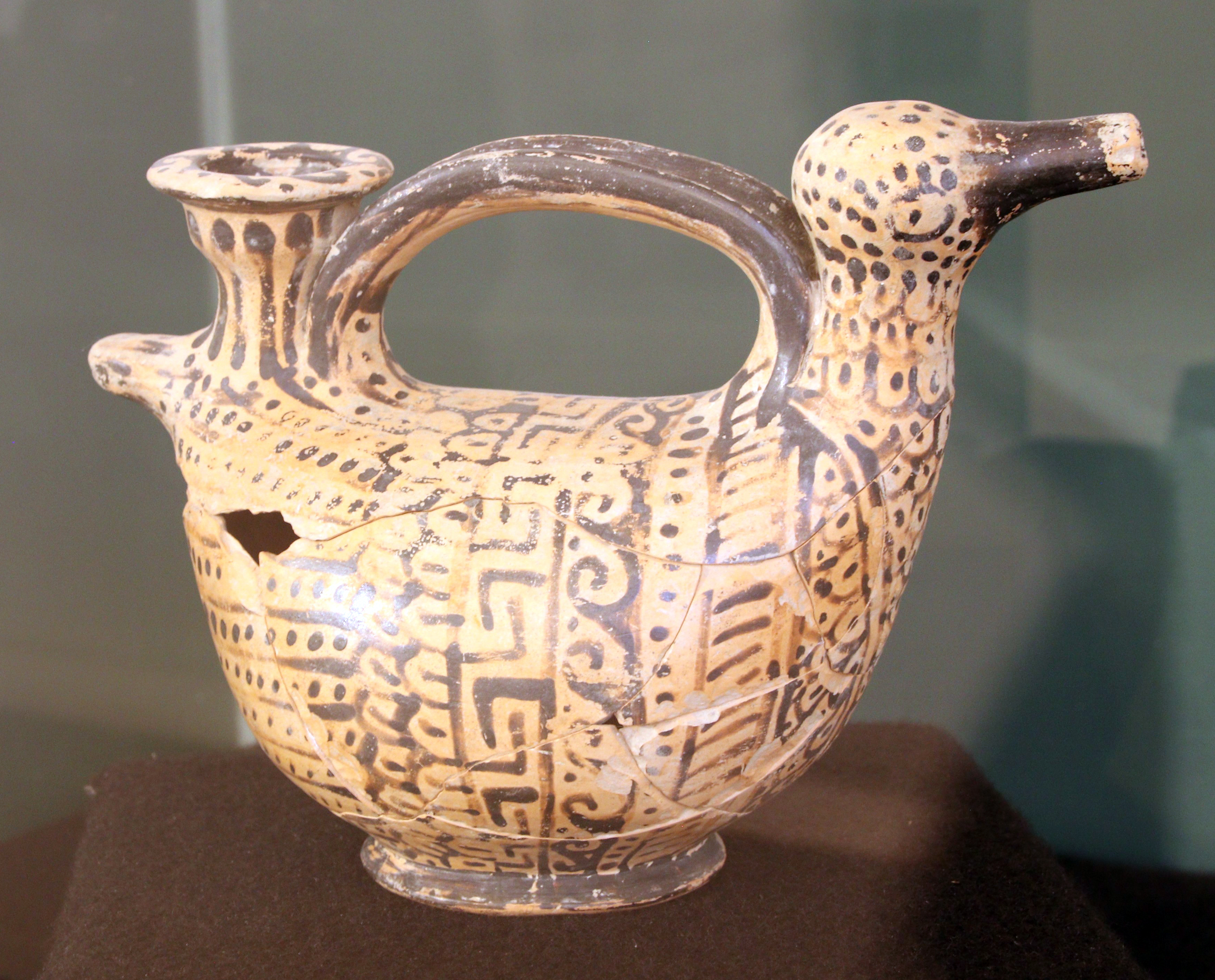
Askos dalla necropoli di Monterenzio Vecchio
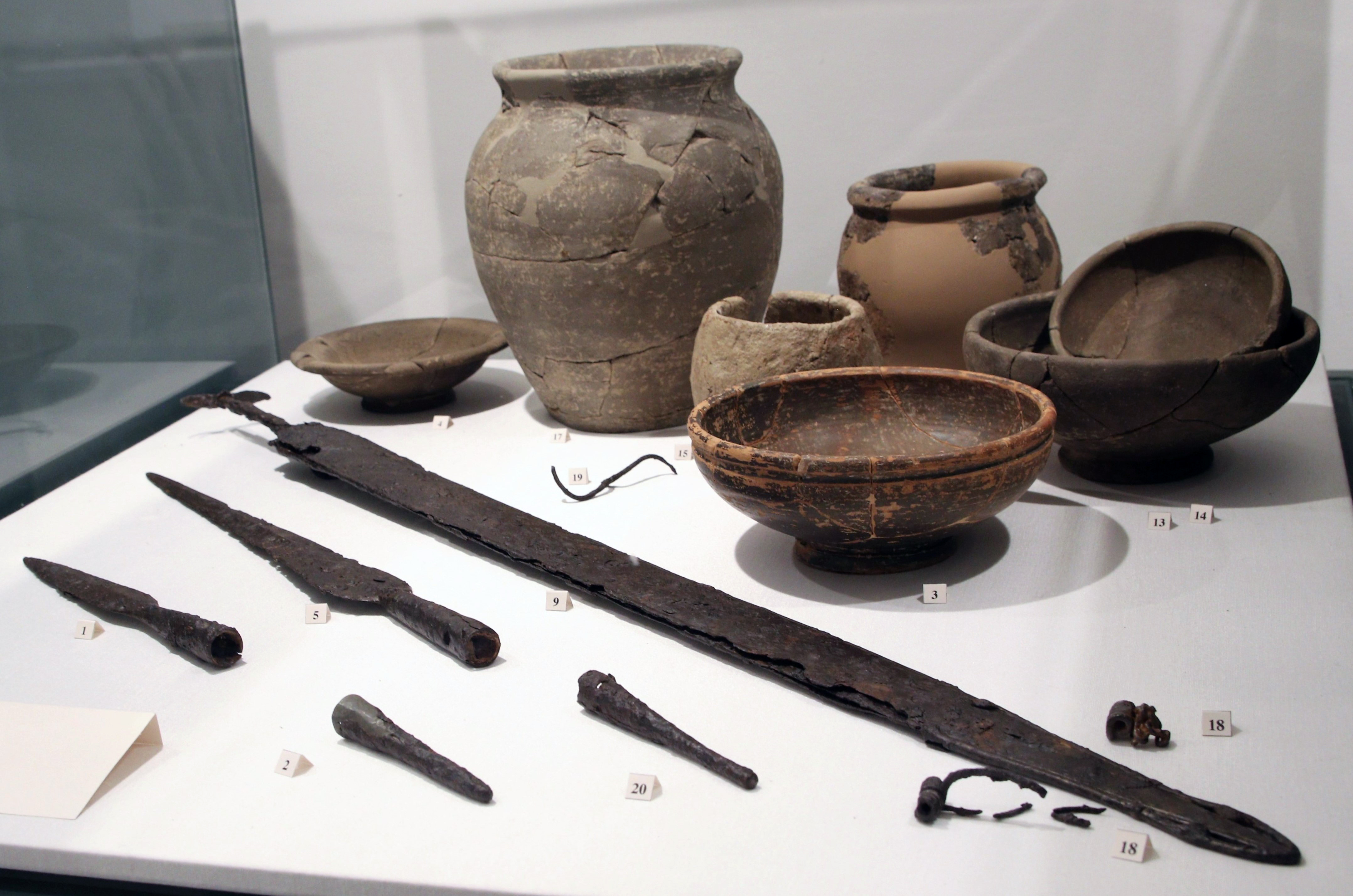
Reperti della tomba 107 della necropoli di Monte Tamburino
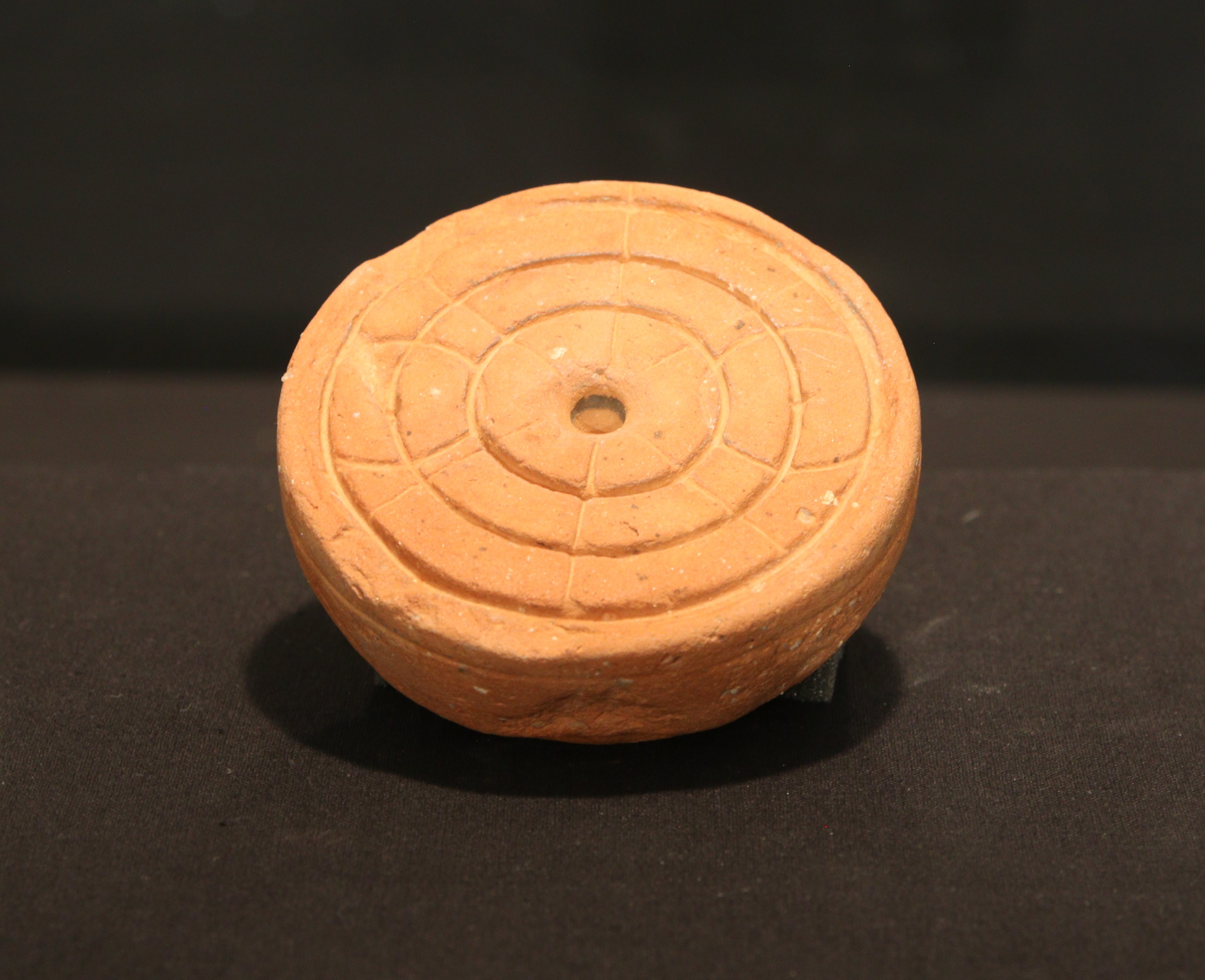
Quadrante solare etrusco del Monte Bibele
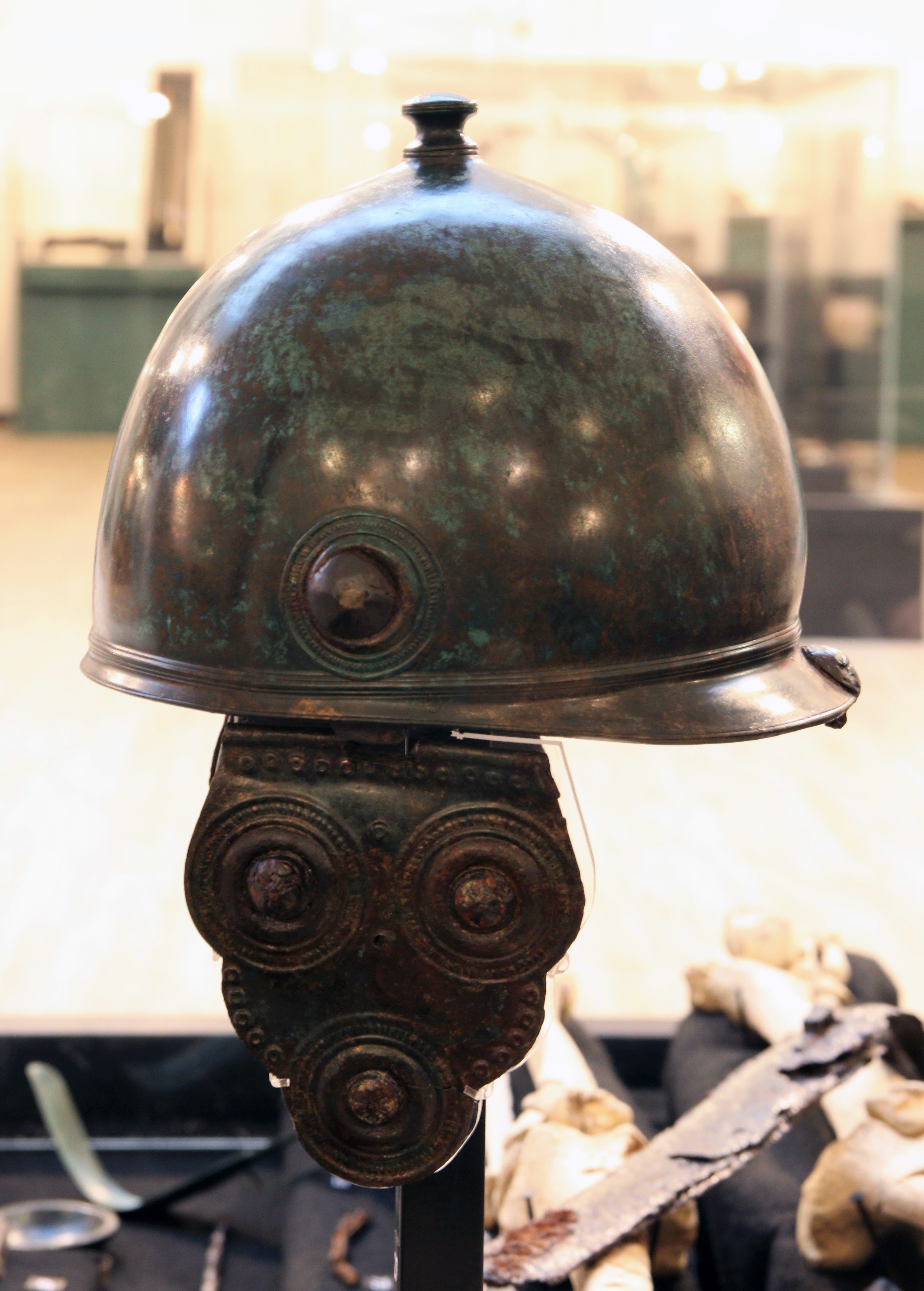
Elmo della tomba 36 di Monterenzio Vecchio
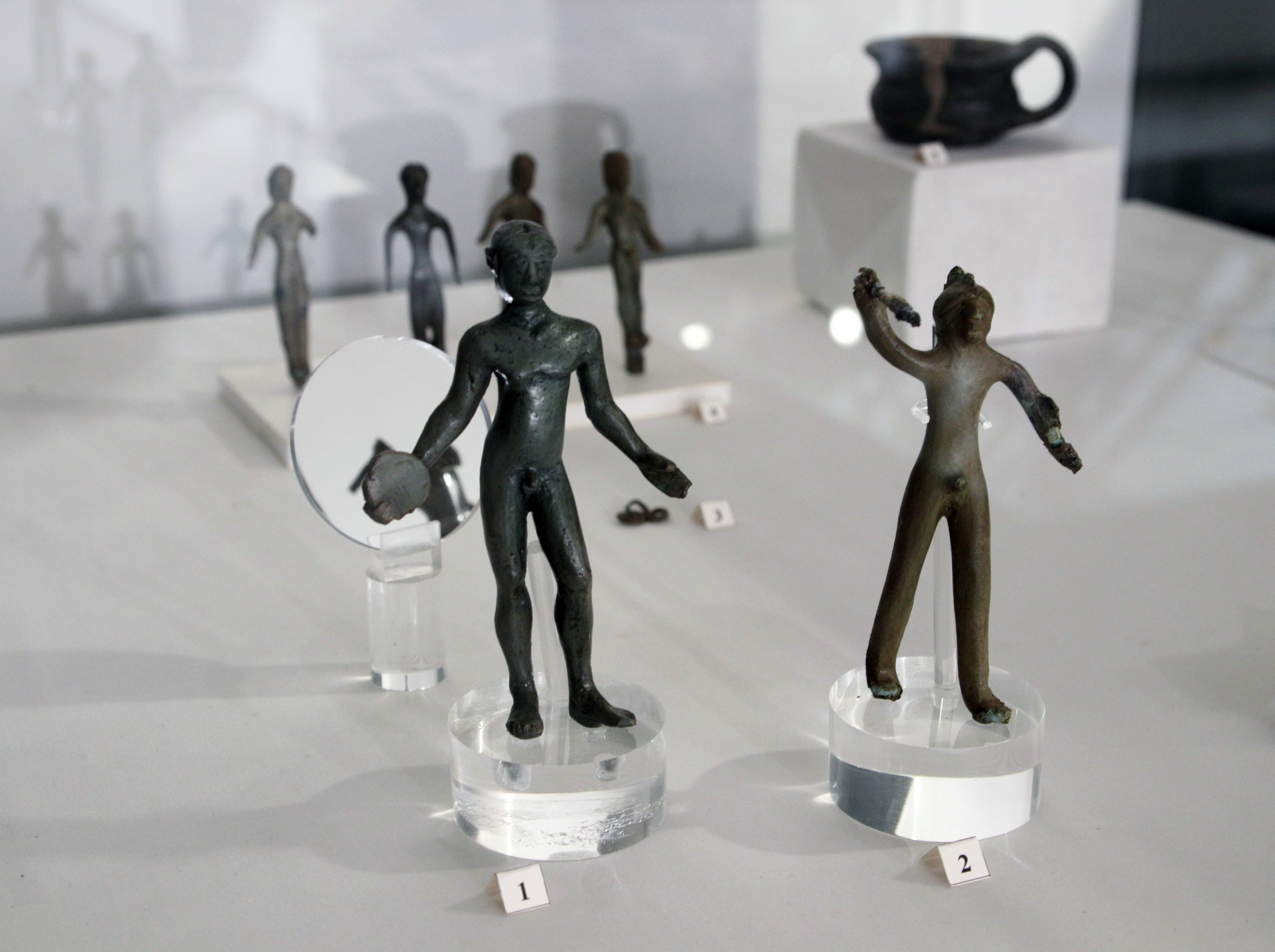
Bronzetti provenienti dalla stipe votiva di Monte Bibele